# Mean Mr. Mustard
Pour les articles homonymes, voir Mean.
Pistes de Abbey Road
Sun King Polythene Pam
Mean Mr. Mustard est une chanson du groupe britannique les Beatles. Elle a été écrite par John Lennon, mais créditée Lennon/McCartney. Elle apparaît sur l’album Abbey Road sorti en 1969. Elle constitue le troisième titre du fameux medley de l’album.

## Genèse et enregistrement
La chanson a été écrite par John Lennon lors du séjour des Beatles à Rishikesh (Inde) chez le Maharishi Mahesh Yogi en 1968. Une démo a été enregistrée en mai de cette année-là à Kinfaus, la maison de George Harrison. Celle-ci figure dans la compilation Anthology 3. Dans la version originale, la sœur du « méchant Monsieur Moutarde » s’appelait Shirley, mais Lennon la rebaptisa Pam lorsqu’il s’aperçut que cela simplifiait la transition avec la chanson suivante, Polythene Pam.
Pour écrire cette courte pièce, John Lennon a utilisé une technique familière : il s’est inspiré de la lecture d’un journal, plus précisément un article où il était question d’un incroyable avare. Lequel devient dans la chanson le « méchant Monsieur Moutarde », un clochard qui dort dans un trou sur la route, cache un billet de 10 livres dans son nez (keeps a ten bob note in his nose) et profère toujours des obscénités.
Pour Tony Bramwell, un ami du groupe, John Lennon a eu une autre source d’inspiration : « Il y avait une vieille mendiante qui traînait toujours dans Hyde Park du côté de Knightsbridge, vers les baraquements militaires. Elle conservait toutes ses possessions dans des sacs en plastique et dormait dans le parc. Je suis certain qu’elle a quelque chose à voir avec cette chanson ».
L’enregistrement de la chanson pour l’album a eu lieu le 24 juillet 1969 en 35 prises aux studios Abbey Road. La piste de base fut enregistrée avec la chanson précédente Sun King en une seule chanson. Paul McCartney utilise un fuzz pour créer un effet électrique à la ligne de basse, effet utilisé auparavant sur Think for Yourself. Les parties vocales et des overdubs furent ajoutés à la prise 35 les 25 et 29 juillet.

## Reprises par d’autres artistes
Mean Mr. Mustard a notamment été reprise par les Bee Gees et par Phish dans le film Sgt. Pepper's Lonely Hearts Club Band (1978), et par Booker T. & the M.G.'s sur leur album McLemore Avenue dans un medley regroupant aussi Sun King, Polythene Pam, She Came in Through the Bathroom Window et I Want You (She's So Heavy) (1970).

## Personnel
- John Lennon – chant, piano, guitare rythmique
- Paul McCartney – basse fuzz, chœurs
- George Harrison – guitare solo
- Ringo Starr – batterie, tambourin